# Liu Zige
Liu Zige (刘 子歌 S; Benxi, 31 marzo 1989) è un'ex nuotatrice cinese.

## Palmarès
- Giochi olimpici

Pechino 2008: oro nei 200m farfalla.
- Mondiali di nuoto

Roma 2009: argento nei 200m farfalla
Shanghai 2011: bronzo nei 200m farfalla.
Barcellona 2013: oro nei 200m farfalla
- Mondiali in vasca corta:

Dubai 2010: oro nella 4x100m misti.
Istanbul 2012: argento nei 100m farfalla.
- Campionati asiatici

Foshan 2009: oro nei 200m farfalla.